# Leslie Suganandarajah

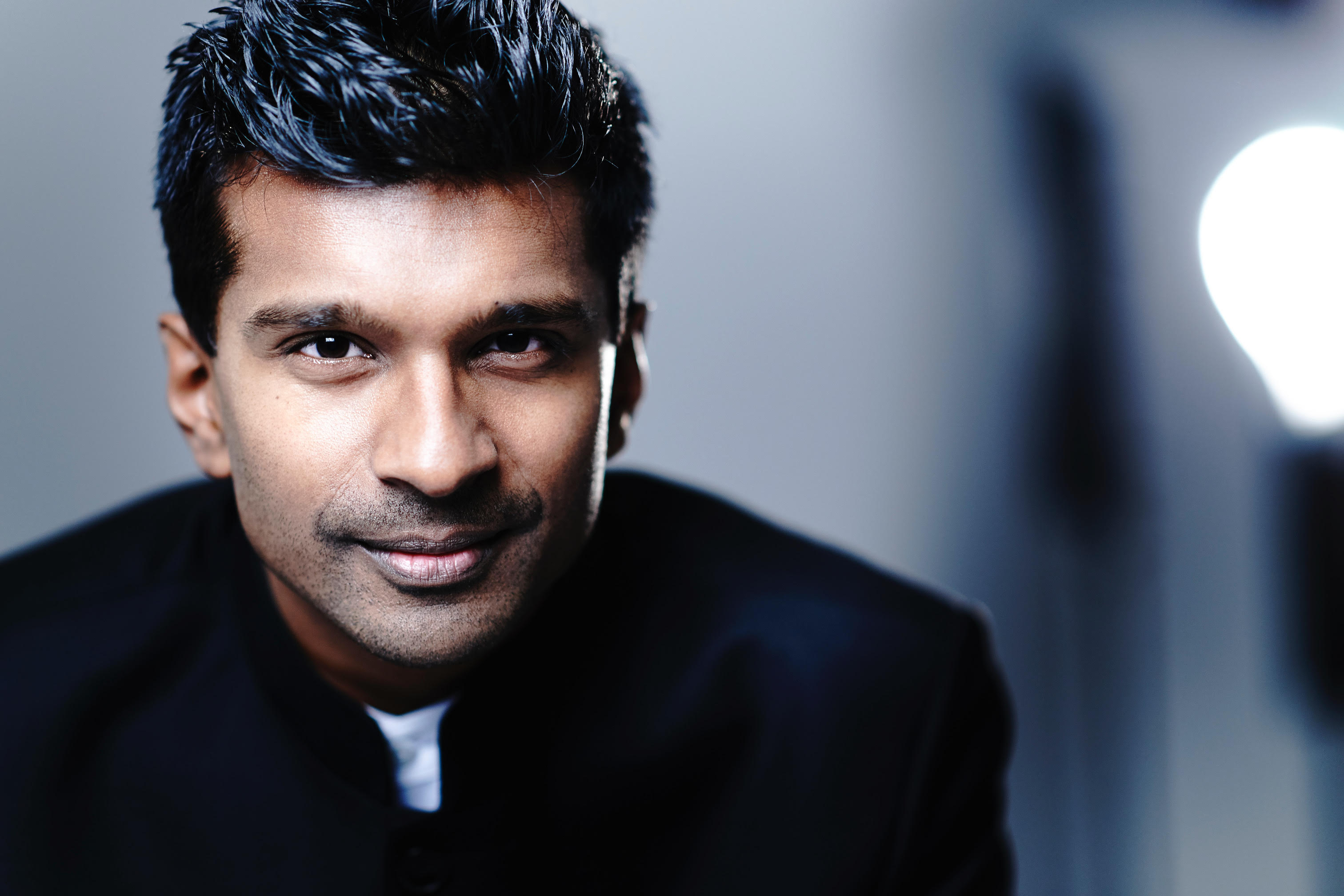
Leslie Sugandarajah (2019)

Leslie Suganandarajah (* 1983 in Colombuthurai bei Jaffna) ist ein sri-lankisch-deutscher Dirigent.

## Leben
Suganandarajah wuchs in Deutschland auf. Ab 2002 studierte er Klavier, zunächst in Hannover, dann in Lübeck bei Jacques Ammon, wo er auch Dirigierunterricht bei Gerd Müller-Lorenz erhielt. 2009 wechselte er in das Fach Dirigieren an die Musikhochschule Weimar zu Gunter Kahlert und Nicolás Pasquet und dirigierte von 2008 bis 2011 das Harvestehuder Sinfonieorchester Hamburg. 2011 wurde er in das Dirigentenforum des Deutschen Musikrats aufgenommen. Für die Spielzeit 2014/2015 erhielt er das Hermann-Hildebrandt-Stipendium für junge Dirigenten und war Assistent bei Michael Sanderling an der Dresdener Philharmonie.
Zur Spielzeit 2012/2013 trat Leslie Suganandarajah die Position des 2. Kapellmeisters am Theater Koblenz an, ab 2015 hatte dort er die Stelle des 1. Kapellmeisters inne. Zur Spielzeit 2017/2018 wechselte er als Kapellmeister an das Landestheater Linz.
Seit 2019 ist Suganandarajah Musikdirektor am Salzburger Landestheater.